# بورگس جنکینس
بورگس جنکینس (انگلیسی: Burgess Jenkins؛ زادهٔ ۲۴ اکتبر ۱۹۷۳) یک هنرپیشه، و تهیه‌کننده اهل ایالات متحده آمریکا است.